# Tendring (civil parish)
Tendring is een civil parish in het bestuurlijke gebied Tendring, in het Engelse graafschap Essex. In 2001 telde het dorp 679 inwoners.